# Teorema di Atiyah-Singer
Il teorema di Atiyah-Singer è un teorema dimostrato da Michael Atiyah e Isadore Singer riguardante operatori differenziali lineari definiti su varietà differenziabili.
Quando un tale operatore è ellittico e la varietà su cui è definito è chiusa (ovvero compatta e senza bordo) è possibile associare all'operatore un numero intero detto indice.
L'indice è una misura della dimensione dello spazio delle soluzioni dell'equazione differenziale associata all'operatore in questione.
Più precisamente l'indice è definito come la differenza tra la dimensione del kernel dell'operatore e la dimensione del cokernel.
L'enunciato del teorema stabilisce che l'indice è in realtà un invariante topologico che può essere calcolato per mezzo di opportune classi caratteristiche.
Di conseguenza l'indice dipende solo dalla topologia dei dati (la varietà, ed i fibrati su cui l'operatore opera) usati per definire l'operatore. Per esempio una perturbazione sufficientemente piccola dell'operatore non porta nessuna variazione dell'indice. Inoltre segue dal teorema che l'indice non dipende dalla struttura differenziale della varietà oppure dalla scelta di eventuali metriche Riemanniane.

## Varie dimostrazioni del teorema
Sono state date varie dimostrazioni del teorema dell'indice, quella originale del 1963 si basava sulla teoria del cobordismo. Ciò era in linea con i tempi, infatti nel 1953 Friedrich Hirzebruch era riuscito a dimostrare il teorema dell'indice nel caso speciale degli operatori di segnatura usando proprio la teoria del cobordismo.
Più tardi Atiyah e Singer trovarono una dimostrazione più semplice basata sulla K-teoria topologica sviluppata dallo stesso Atiyah, che per tutti questi lavori ottenne la medaglia Fields nel 1966.
Una ulteriore dimostrazione, valida per gli operatori di Dirac, basata sul kernel del calore è stata trovata da Ezra Getzler nel 1983.
Il teorema dell'indice è stato anche reinterpretato in termini di meccanica quantistica e teoria delle stringhe, un approccio dovuto ad Edward Witten.